# Колефонтана-Фонтана Лири Инфериоре (Фрозиноне)
Колефонтана-Фонтана Лири Инфериоре је насеље у Италији у округу Фрозиноне, региону Лацио.
Према процени из 2011. у насељу је живело 2532 становника. Насеље се налази на надморској висини од 141 м.